# Török kezdőknek (film)
A Török kezdőknek (németül: Türkisch für Anfänger) 2012-ben bemutatott német filmdráma, amelyet Bora Dağtekin írt és rendezett. 
2012. március 6-án mutatták be Münchenben.

## Cselekmény
A német Schneider család és az török Öztürk család thaiföldi nyaralásra utazik. Repülőgépüknek azonban kényszerleszállást kell végrehajtania az Indiai-óceán közepén. Majdnem az összes utast mentik ki a mentőcsónakokból, és egy szállodában helyezi kel őket.
Csak Lena Schneider, Cem Öztürk, a húga, Yağmur és a görög Costa Papavassilou kötnek ki egy kicsi szigeten.

## Szereplők
| Szerep             | Színész        | Magyar hang        |
| ------------------ | -------------- | ------------------ |
| Lena Schneider     | Josefine Preuß | Vadász Bea         |
| Cem Öztürk         | Elyas M’Barek  | Szabó Máté         |
| Doris Schneider    | Anna Stieblich | Spilák Klára       |
| Metin Öztürk       | Adnan Maral    | Végh Péter         |
| Yagmur Öztürk      | Pegah Ferydoni | Bogdányi Titanilla |
| Costa Papavassilou | Arnel Taci     | Hamvas Dániel      |

## Fordítás
- Ez a szócikk részben vagy egészben  a   Türkisch für Anfänger (Film) című német Wikipédia-szócikk fordításán alapul.  Az eredeti cikk szerkesztőit annak laptörténete sorolja fel. Ez a jelzés csupán a megfogalmazás eredetét és a szerzői jogokat jelzi, nem szolgál a cikkben szereplő információk forrásmegjelöléseként.